# Skupinový výběr

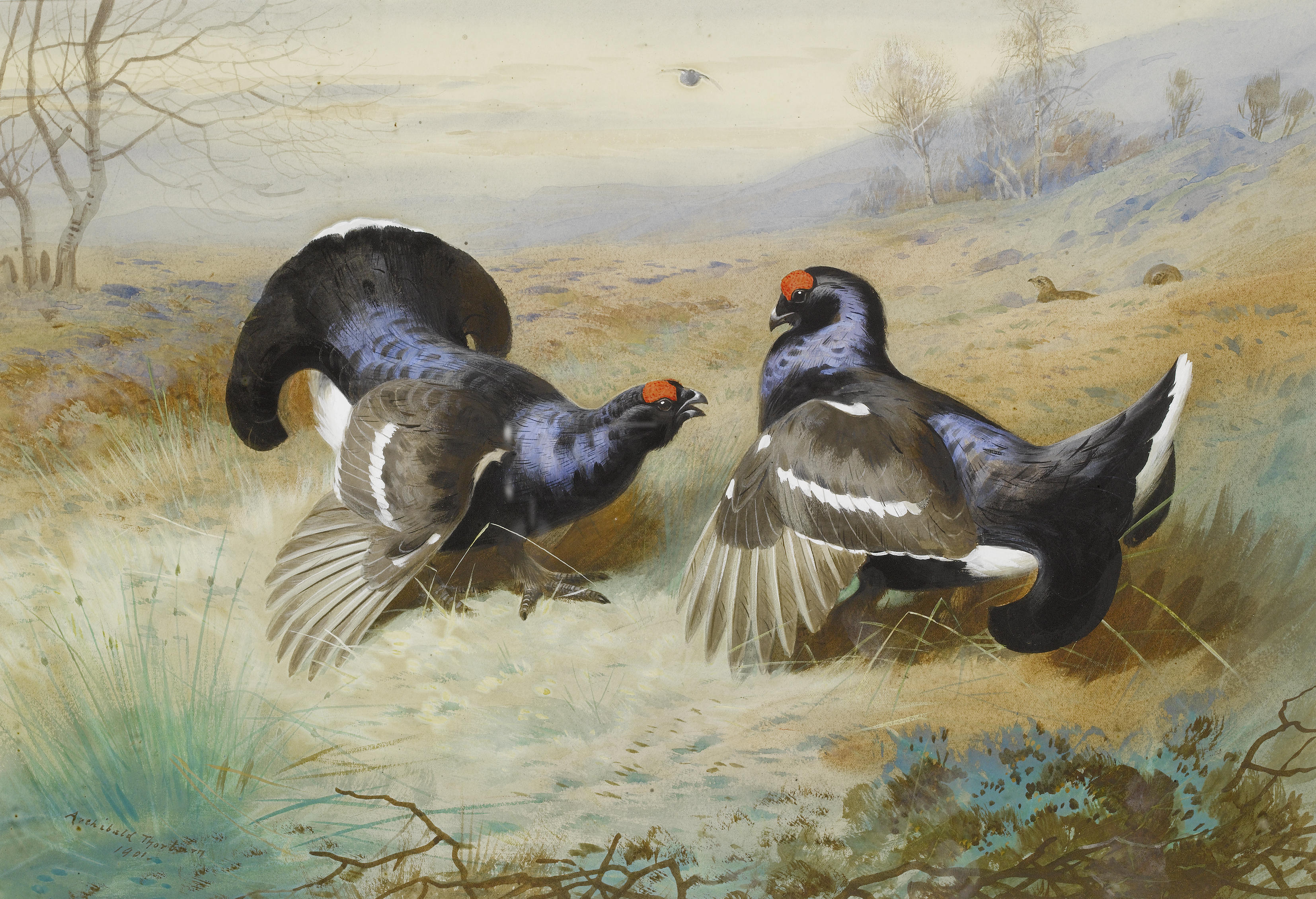
Raná vysvětlení sexuálního chování tetřívků popisovalo „dobro druhu“.

Skupinový výběr je mechanismus evoluce, v níž je přírodní výběr aplikován na úrovni skupiny, místo na úrovni jednotlivce
Rané teorie autorů jako V. C. Wynne-Edwards a Konrad Lorenz tvrdily, že chování zvířat může mít vliv na jejich přežití a reprodukci jako skupiny.
Od poloviny 1960 zastávali evoluční biologové jako John Maynard Smith převážně názor, že přirozený výběr působil především na úrovni jednotlivce. Na základě matematických modelů tvrdil, že jedinci by se většinou nevyplatilo nezištně obětovat fitness pro dobro skupiny. Jeho studie přesvědčily většinu biologů, že ke druhové selekci docházelo v historii jen velmi málo, například u včel, kde Hamiltonovo pravidlo umožňuje dostatečnou příbuznost.
V roce 1994 David Sloan Wilson a Elliott Sober popsali na řadě druhů mnohaúrovňový výběr, včetně druhové selekce, založený na kompetici mezi skupinami, nikoli tedy na příbuzenském výběru. V roce 2010 byly publikovány práce o mravencích, kteří stejně jako včely podléhají striktním pravidlům eusociálního společenství. Dnes mezi biology neexistuje jednotný konsensus, co se týče významnosti druhové selekce a jde tedy o stále velice kontroverzní téma.